# 송도사개치부법
송도사개치부법(松都四介治簿法)은 송상 또는 개성상인들이 사용한 복식부기를 뜻한다. 

## 설명
송도사개치부법은 현금, 외상거래의 수입과 지출을 하나의 장부에 기록하는 복식부기 방식이며, 전체영업 내역을 쉽게 파악할 수 있다. 이는 송상(개성의 또다른 이름인 송도의 상인이라는 뜻) 또는 개성상인들이 의주상인등과 더불어 실력있는 상인들이었기 때문이다. 개성상인들은 전국에서 대리점인 송방을 개소함으로써 갓, 인삼, 인삼을 찌고 말려서 부작용을 해결한 홍삼, 포목을 사고파는 상업활동을 했고, 중국, 일본과도 중계무역을 했다. 당연히 체계있는 회계지식이 필요했기 때문에, 송도사개치부법을 만들어내었다. 사개(四介)는 장부를 기록할 때에 있어야 하는 주는 사람, 받는 사람, 주는 것, 받는 것을 뜻한다. 이들이 송도사개치부법을 만들어낼 정도로 회계지식이 뛰어난 이유는 지식인들이 상업에 참여했기 때문이다. 조선정부에서 개성을 차별하자, 고려시대 지식인을 뜻하는 신진사대부의 후손들이 학문이 아닌 상업에 종사하는 일이 흔했다. 실례를 들면 1873년에 조선 개성부에서 이경재라는 선비가 노모를 섬기기 위해, 상업을 했다. 이렇듯 공부를 많이 해서 머리가 깨인 이들이 송도사개치부법이라는 합리적이고 짜임새있는 장부기재방식을 만들어내는 것은 당연했다. 

## 참고자료
역사학연구소, 《교실밖 국사여행》개성에는 남자가 없다:상업의 발전과 개성상인, 사계절, 160쪽